# Inebilizumab
L'inebilizumab, venduto con il nome di Uplizna, è un anticorpo monoclonale umanizzato impiegato nel trattamento della neuromielite ottica. Si lega all'antigene CD19, presenta sulla superficie dei linfociti B, inducendo la degradazione di questi ultimi.
Negli Stati Uniti ne è stato approvata la vendita nel 2020, mentre nell'Unione europea e nel Regno Unito l'approvazione è avvenuta nell'anno successivo.

## Usi
È particolarmente efficace nel trattamento dei casi di neuromielite ottica dovuta alla presenza di anticorpi contro l'acquaporina 4; l'inebilizumab inibisce la risposta autoimmune che sta alla base della patologia.
Viene somministrato tramite infusione endovenosa graduale.

## Effetti collaterali
Tra gli effetti collaterali più comuni si registrano infezioni delle vie urinarie e artralgie. Altre possibili reazioni avverse sono la sindrome da rilascio di citochine e l'insorgenza di alcune infezioni. L'assunzione dell'inebilizumab durante la gravidanza potrebbe risultare nociva per il nascituro.